# NHL Entry Draft 2014
Der NHL Entry Draft 2014 fand am 27. und 28. Juni 2014 statt. Es war die 52. Austragung dieser Veranstaltung. Austragungsort war das Wells Fargo Center in Philadelphia im US-Bundesstaat Pennsylvania.

## Verfügbare Spieler
Alle Spieler, die zwischen dem 1. Januar 1994 und dem 15. September 1996 geboren wurden, waren für den Entry Draft verfügbar. Zusätzlich waren alle ungedrafteten, nicht-nordamerikanischen Spieler über 20 für den Draft zugelassen. Ebenso waren diejenigen Spieler verfügbar, die beim NHL Entry Draft 2012 gewählt wurden und bis zum Zeitpunkt des Entry Draft 2014 keinen Einstiegsvertrag bei ihrem ursprünglichen Draftverein unterschrieben hatten.

## Draft-Reihenfolge
Die Draft-Reihenfolge wurde am 15. April 2014 nach Abschluss der regulären Saison der NHL-Spielzeit 2013/14 durch die Draft-Lotterie bestimmt. Dabei nahmen die 14 Teams teil, die sich nicht für die Play-offs dieser Saison qualifizierten (beziehungsweise deren Wahlrecht-Inhaber). Jedes der 14 Teams hatte die Chance, das erste Wahlrecht zu erhalten. Dabei besaß das schlechteste Team der Saison eine 25%ige Wahrscheinlichkeit, die Lotterie zu gewinnen, während das beste Team der Lotterie nur eine Chance von 0,5 % hatte. Allerdings galt für die New Jersey Devils, die erst an 30. und damit letzter Stelle in der ersten Runde wählen dürfen (siehe Transfer von Erstrunden-Wahlrechten), eine Sonderregel. Wäre das Los der Devils (1,5 % Chance, Platz 11) gezogen worden, wäre die Lotterie so lange wiederholt worden, bis ein anderes Team als New Jersey die Lotterie gewonnen hätte.
Die Florida Panthers gewannen die Lotterie und rückten somit um einen Platz vom zweiten auf den ersten Rang in der Draft-Reihenfolge auf. Dadurch sicherten sie sich zum vierten Mal die Rechte am First Overall Draft Pick. Die Buffalo Sabres, das schlechteste Team der regulären Saison, rutschte dadurch in der Draft-Reihenfolge vom ersten auf den zweiten Rang ab.
Die Draftreihenfolge der 16 Playoff-Teilnehmer stand nach dem Stanley-Cup-Finale fest. Der Stanley-Cup-Sieger Los Angeles wurde auf Position 30, der Finalgegner New York auf Position 29 gesetzt. Auf den Positionen 27 und 28 wurden die in den Conference-Finals ausgeschiedenen Teams (Montréal, Chicago) einsortiert. Die restlichen Playoff-Mannschaften wurden anhand ihres Tabellenstandes in der regulären Saison gesetzt. Dabei galt, dass die Mannschaft mit den wenigsten Tabellenpunkten auf Position 15 steht. Diese Draft-Reihenfolge galt für alle Runden des Entry Draft, die Lotterie änderte somit nur die Reihenfolge in der ersten Runde. Zudem konnten die Mannschaften über Transfers Wahlrechte anderer Teams erwerben sowie eigene an andere Mannschaften abgeben.

### Transfer von Erstrunden-Wahlrechten
| Datum         | Von                 | Zu                  | Anmerkung |
| ------------- | ------------------- | ------------------- | --- |
| 5. Juli 2013  | Ottawa Senators     | Anaheim Ducks       | Die Ottawa Senators transferierten ihr Erstrunden-Wahlrecht, sowie die Spieler Jakob Silfverberg und Stefan Noesen zu den Anaheim Ducks im Tausch gegen Flügelstürmer Bobby Ryan. |
| 5. März 2014  | New York Rangers    | Tampa Bay Lightning | Die New York Rangers gaben Ryan Callahan, das Erstrunden-Wahlrecht des Entry Draft 2015 sowie ein erfolgsabhängiges Wahlrecht des diesjährigen Draft für Martin St. Louis ab. Dieses erfolgsabhängige Wahlrecht war zunächst eines für die zweite Runde und sollte nur zu einem der ersten Runde werden, sofern die Rangers das Conference-Finale der Stanley-Cup-Play-offs erreichten. Dies gelang ihnen am 13. Mai. |
| 27. Juni 2014 | Anaheim Ducks       | Vancouver Canucks   | Die Vancouver Canucks erhielten Anaheims Erstrunden-Wahlrecht, die Spieler Nick Bonino und Luca Sbisa sowie ein Drittrunden-Draftpick im Tausch gegen Center Ryan Kesler und ein Drittrunden-Pick für den Entry Draft 2015. |
| 27. Juni 2014 | Chicago Blackhawks  | San Jose Sharks     | Chicago erwarb San Joses Erst- und Sechstrunden-Wahlrecht im Tausch gegen ihr eigenes Erst- und ein Drittrunden-Wahlrecht und rückte damit von Draft-Position 27 auf Position 20 vor. |
| 27. Juni 2014 | Tampa Bay Lightning | New York Islanders  | Die Tampa Bay Lightning gaben ihr Erstrunden-Draftpick aus dem Tauschgeschäft mit den New York Rangers an die New York Islanders im Tausch gegen zwei Zweitrunden-Wahlrechte ab. |

Die New Jersey Devils wurden ursprünglich von der NHL zur Aufgabe eines Erstrunden-Draftpicks in den Jahren 2011, 2012, 2013 oder 2014 verurteilt, nachdem sie mit dem russischen Flügelstürmer Ilja Kowaltschuk einen illegalen Vertrag unterzeichneten. Zusätzlich wurde ihnen der Drittrunden-Draftpick für den Entry Draft 2011 entzogen. Da sie ihre Erstrunden-Wahlrechte in den vergangenen drei Jahren nutzten, wäre folglich das Wahlrecht für 2014 entfallen. Am 6. März 2014 wurde die Strafe jedoch aufgrund des NHL-Karriereendes von Kowaltschuk reduziert; die Devils erhielten das Wahlrecht zurück, mit den Auflagen, dass sie als letzte Mannschaft in der ersten Runde an der Reihe sind und dass der Pick nicht in Tauschgeschäften mit anderen Mannschaften enthalten sein darf. Weiterhin wurde die Geldstrafe halbiert.

## Rankings
Die Final Rankings des Central Scouting Services (CSS) vom 8. April 2014 und die Rankings des International Scouting Services (ISS) vom 3. Juni 2014 mit den hoffnungsvollsten Talenten für den NHL Entry Draft 2014:
| Rang | Feldspieler Nordamerika | Pos. | Feldspieler Europa | Pos. |
| ---- | ----------------------- | ---- | ------------------ | ---- |
| 1    | Sam Bennett             | C    | Kasperi Kapanen    | RW   |
| 2    | Aaron Ekblad            | D    | William Nylander   | C/LW |
| 3    | Sam Reinhart            | C    | Kevin Fiala        | C    |
| 4    | Leon Draisaitl          | C    | Jakub Vrána        | C    |
| 5    | Michael Dal Colle       | LW   | David Pastrňák     | LW   |
| 6    | Jake Virtanen           | LW   | Adrian Kempe       | RW   |
| 7    | Nick Ritchie            | LW   | Marcus Pettersson  | D    |
| 8    | Brendan Perlini         | LW   | Ondřej Kaše        | LW   |
| 9    | Haydn Fleury            | D    | Sebastian Aho      | D    |
| 10   | Jared McCann            | C    | Dominik Mašín      | D    |

| Rang | Torhüter Nordamerika | Torhüter Europa  |
| ---- | -------------------- | ---------------- |
| 1    | Thatcher Demko       | Ville Husso      |
| 2    | Mason McDonald       | Jonas Johansson  |
| 3    | Brent Moran          | Linus Söderström |

| Rang | Spieler           | Pos. |
| ---- | ----------------- | ---- |
| 1    | Sam Reinhart      | C    |
| 2    | Aaron Ekblad      | D    |
| 3    | Michael Dal Colle | C    |
| 4    | Sam Bennett       | LW   |
| 5    | William Nylander  | C    |
| 6    | Leon Draisaitl    | C    |
| 7    | Jake Virtanen     | LW   |
| 8    | Robby Fabbri      | C    |
| 9    | Brendan Perlini   | LW   |
| 10   | Nick Ritchie      | LW   |

## Draftergebnis
| Inhaltsverzeichnis Runde 1 \| Runde 2 \| Runde 3 \| Runde 4 \| Runde 5 \| Runde 6 \| Runde 7 |

### Runde 1
| #   | Spieler             | Nationalität       | Pos  | NHL-Team                                                          | College-/ Junioren-/ Profi-Team                     |
| --- | ------------------- | ------------------ | ---- | ----------------------------------------------------------------- | --------------------------------------------------- |
| 1.  | Aaron Ekblad        | Kanada             | D    | Florida Panthers                                                  | Barrie Colts (OHL)                                  |
| 2.  | Sam Reinhart        | Kanada             | C    | Buffalo Sabres                                                    | Kootenay Ice (WHL)                                  |
| 3.  | Leon Draisaitl      | Deutschland        | C    | Edmonton Oilers                                                   | Prince Albert Raiders (WHL)                         |
| 4.  | Sam Bennett         | Kanada             | C    | Calgary Flames                                                    | Kingston Frontenacs (OHL)                           |
| 5.  | Michael Dal Colle   | Kanada             | LW   | New York Islanders                                                | Oshawa Generals (OHL)                               |
| 6.  | Jake Virtanen       | Kanada             | LW   | Vancouver Canucks                                                 | Calgary Hitmen (WHL)                                |
| 7.  | Haydn Fleury        | Kanada             | D    | Carolina Hurricanes                                               | Red Deer Rebels (WHL)                               |
| 8.  | William Nylander    | Schweden           | C/LW | Toronto Maple Leafs                                               | MODO Hockey (SHL)                                   |
| 9.  | Nikolaj Ehlers      | Dänemark           | RW   | Winnipeg Jets                                                     | Halifax Mooseheads (LHJMQ)                          |
| 10. | Nick Ritchie        | Kanada             | LW   | Anaheim Ducks (von Ottawa Senators)                               | Peterborough Petes (OHL)                            |
| 11. | Kevin Fiala         | Schweiz            | C/RW | Nashville Predators                                               | HV71 (J20 SuperElit)                                |
| 12. | Brendan Perlini     | Kanada             | LW   | Arizona Coyotes                                                   | Niagara IceDogs (OHL)                               |
| 13. | Jakub Vrána         | Tschechien         | RW   | Washington Capitals                                               | Linköpings HC (SHL)                                 |
| 14. | Julius Honka        | Finnland           | D    | Dallas Stars                                                      | Swift Current Broncos (WHL)                         |
| 15. | Dylan Larkin        | Vereinigte Staaten | C    | Detroit Red Wings                                                 | USA Hockey National Team Development Program (USHL) |
| 16. | Sonny Milano        | Vereinigte Staaten | LW   | Columbus Blue Jackets                                             | USA Hockey National Team Development Program (USHL) |
| 17. | Travis Sanheim      | Kanada             | D    | Philadelphia Flyers                                               | Calgary Hitmen (WHL)                                |
| 18. | Alex Tuch           | Vereinigte Staaten | RW   | Minnesota Wild                                                    | USA Hockey National Team Development Program (USHL) |
| 19. | Anthony DeAngelo    | Vereinigte Staaten | D    | Tampa Bay Lightning                                               | Sarnia Sting (OHL)                                  |
| 20. | Nick Schmaltz       | Vereinigte Staaten | C    | Chicago Blackhawks (von San Jose Sharks)                          | Green Bay Gamblers (USHL)                           |
| 21. | Robby Fabbri        | Kanada             | C    | St. Louis Blues                                                   | Guelph Storm (OHL)                                  |
| 22. | Kasperi Kapanen     | Finnland           | RW   | Pittsburgh Penguins                                               | KalPa (Liiga)                                       |
| 23. | Conner Bleackley    | Kanada             | C    | Colorado Avalanche                                                | Red Deer Rebels (WHL)                               |
| 24. | Jared McCann        | Kanada             | C    | Vancouver Canucks (von Anaheim Ducks)                             | Sault Ste. Marie Greyhounds (OHL)                   |
| 25. | David Pastrňák      | Tschechien         | RW   | Boston Bruins                                                     | Södertälje SK (Allsvenskan)                         |
| 26. | Nikita Schtscherbak | Russland           | RW   | Canadiens de Montréal                                             | Saskatoon Blades (WHL)                              |
| 27. | Nikolai Goldobin    | Russland           | RW   | San Jose Sharks (von Chicago Blackhawks)                          | Sarnia Sting (OHL)                                  |
| 28. | Josh Ho-Sang        | Kanada             | C/RW | New York Islanders (von New York Rangers via Tampa Bay Lightning) | Windsor Spitfires (OHL)                             |
| 29. | Adrian Kempe        | Schweden           | LW   | Los Angeles Kings                                                 | MODO Hockey (SHL)                                   |
| 30. | John Quenneville    | Kanada             | C    | New Jersey Devils                                                 | Brandon Wheat Kings (WHL)                           |

### Runde 2
| #   | Spieler            | Nationalität       | Pos | NHL-Team                                                                      | College-/ Junioren-/ Profi-Team   |
| --- | ------------------ | ------------------ | --- | ----------------------------------------------------------------------------- | --------------------------------- |
| 31. | Brendan Lemieux    | Kanada             | LW  | Buffalo Sabres                                                                | Barrie Colts (OHL)                |
| 32. | Jayce Hawryluk     | Kanada             | RW  | Florida Panthers                                                              | Brandon Wheat Kings (WHL)         |
| 33. | Iwan Barbaschow    | Russland           | C   | St. Louis Blues (von Edmonton Oilers)                                         | Moncton Wildcats (LHJMQ)          |
| 34. | Mason McDonald     | Kanada             | G   | Calgary Flames                                                                | Charlottetown Islanders (LHJMQ)   |
| 35. | Dominik Mašín      | Tschechien         | D   | Tampa Bay Lightning (von New York Islanders)                                  | HC Slavia Prag (Extraliga)        |
| 36. | Thatcher Demko     | Vereinigte Staaten | G   | Vancouver Canucks                                                             | Boston College (NCAA)             |
| 37. | Alex Nedeljkovic   | Vereinigte Staaten | G   | Carolina Hurricanes                                                           | Plymouth Whalers (OHL)            |
| 38. | Marcus Pettersson  | Schweden           | D   | Anaheim Ducks (von Toronto Maple Leafs)                                       | Skellefteå AIK (SHL)              |
| 39. | Vítek Vaněček      | Tschechien         | G   | Washington Capitals (von Winnipeg Jets via Buffalo Sabres und Minnesota Wild) | Bílí Tygři Liberec U20            |
| 40. | Andreas Englund    | Schweden           | D   | Ottawa Senators                                                               | Djurgården Hockey (SHL)           |
| 41. | Josh Jacobs        | Vereinigte Staaten | D   | New Jersey Devils                                                             | Indiana Ice (USHL)                |
| 42. | Wladislaw Kamenew  | Russland           | LW  | Nashville Predators                                                           | Stalnye Lisy (MHL)                |
| 43. | Ryan MacInnis      | Vereinigte Staaten | C   | Arizona Coyotes                                                               | Kitchener Rangers (OHL)           |
| 44. | Eric Cornel        | Kanada             | C   | Buffalo Sabres (von Washington Capitals)                                      | Peterborough Petes (OHL)          |
| 45. | Brett Pollock      | Kanada             | LW  | Dallas Stars                                                                  | Edmonton Oil Kings (WHL)          |
| 46. | Julius Bergman     | Schweden           | LW  | San Jose Sharks (von Detroit Red Wings via Nashville Predators)               | Frölunda HC U20 (J20 SuperElit)   |
| 47. | Ryan Collins       | Vereinigte Staaten | D   | Columbus Blue Jackets                                                         | USA U18 (USHL)                    |
| 48. | Nicolas Aubé-Kubel | Kanada             | RW  | Philadelphia Flyers                                                           | Val-d'Or Foreurs (LHJMQ)          |
| 49. | Václav Karabáček   | Tschechien         | RW  | Buffalo Sabres (von Minnesota Wild)                                           | Gatineau Olympiques (LHJMQ)       |
| 50. | Roland McKeown     | Kanada             | D   | Los Angeles Kings (von Tampa Bay Lightning via Vancouver Canucks)             | Kingston Frontenacs (OHL)         |
| 51. | Jack Dougherty     | Vereinigte Staaten | D   | Nashville Predators ( von San Jose Sharks)                                    | USA U18 (USHL)                    |
| 52. | Maxim Letunow      | Russland           | C   | St. Louis Blues                                                               | Youngstown Phantoms (USHL)        |
| 53. | Noah Rod           | Schweiz            | RW  | San Jose Sharks (von Pittsburgh Penguins)                                     | Genève-Servette HC U20 (CH-U20)   |
| 54. | Hunter Smith       | Kanada             | RW  | Calgary Flames (von Colorado Avalanche)                                       | Oshawa Generals (OHL)             |
| 55. | Brandon Montour    | Kanada             | D   | Anaheim Ducks                                                                 | Waterloo Black Hawks (USHL)       |
| 56. | Ryan Donato        | Vereinigte Staaten | C   | Boston Bruins                                                                 | Dexter Varsity (NEPSAC)           |
| 57. | Johnathan MacLeod  | Vereinigte Staaten | D   | Tampa Bay Lightning (von Canadiens de Montréal via New York Islanders)        | USA U18 (USHL)                    |
| 58. | Christian Dvorak   | Vereinigte Staaten | LW  | Arizona Coyotes (von Chicago Blackhawks)                                      | London Knights (OHL)              |
| 59. | Brandon Halverson  | Vereinigte Staaten | G   | New York Rangers                                                              | Sault Ste. Marie Greyhounds (OHL) |
| 60. | Alex Lintuniemi    | Finnland           | D   | Los Angeles Kings                                                             | Helsingfors IFK (Liiga)           |

### Runde 3
| #   | Spieler            | Nationalität       | Pos | NHL-Team                                                                                | College-/ Junioren-/ Profi-Team   |
| --- | ------------------ | ------------------ | --- | --------------------------------------------------------------------------------------- | --------------------------------- |
| 61. | Jonas Johansson    | Schweden           | G   | Buffalo Sabres                                                                          | Brynäs IF U20 (J20 SuperElit)     |
| 62. | Justin Kirkland    | Kanada             | LW  | Nashville Predators (von Florida Panthers via Chicago Blackhawks und San Jose Sharks)   | Kelowna Rockets (WHL)             |
| 63. | Dominic Turgeon    | Kanada             | C   | Detroit Red Wings (von Edmonton Oilers via Los Angeles Kings und Columbus Blue Jackets) | Portland Winterhawks (WHL)        |
| 64. | Brandon Hickey     | Kanada             | D   | Calgary Flames                                                                          | Spruce Grove Saints (AJHL)        |
| 65. | Juho Lammikko      | Finnland           | RW  | Florida Panthers (von New York Islanders)                                               | Porin Ässät (SM-liiga)            |
| 66. | Nikita Trjamkin    | Russland           | D   | Vancouver Canucks                                                                       | Awtomobilist Jekaterinburg (KHL)  |
| 67. | Warren Foegele     | Kanada             | LW  | Carolina Hurricanes                                                                     | St. Andrew’s College (CISAA)      |
| 68. | Rinat Walijew      | Russland           | D   | Toronto Maple Leafs                                                                     | Kootenay Ice (WHL)                |
| 69. | Jack Glover        | Vereinigte Staaten | D   | Winnipeg Jets                                                                           | USA U18 (USHL)                    |
| 70. | Miles Gendron      | Vereinigte Staaten | D   | Ottawa Senators                                                                         | Rivers School Red Wings (NEPSAC)  |
| 71. | Connor Chatham     | Kanada             | RW  | New Jersey Devils                                                                       | Plymouth Whalers (OHL)            |
| 72. | Alex Schoenborn    | Vereinigte Staaten | RW  | San Jose Sharks (von Nashville Predators)                                               | Portland Winterhawks (WHL)        |
| 73. | Brett Lernout      | Kanada             | D   | Canadiens de Montréal (von Arizona Coyotes)                                             | Swift Current Broncos (WHL)       |
| 74. | Brycen Martin      | Kanada             | D   | Buffalo Sabres (von Washington Capitals)                                                | Swift Current Broncos (WHL)       |
| 75. | Alexander Peters   | Kanada             | D   | Dallas Stars                                                                            | Plymouth Whalers (OHL)            |
| 76. | Elvis Merzļikins   | Lettland           | G   | Columbus Blue Jackets (von Detroit Red Wings)                                           | HC Lugano (NLA)                   |
| 77. | Blake Siebenaler   | Vereinigte Staaten | D   | Columbus Blue Jackets                                                                   | Niagara IceDogs (OHL)             |
| 78. | Ilja Sorokin       | Russland           | G   | New York Islanders (von Philadelphia Flyers)                                            | Metallurg Nowokusnezk (KHL)       |
| 79. | Brayden Point      | Kanada             | C   | Tampa Bay Lightning (von Minnesota Wild)                                                | Moose Jaw Warriors (WHL)          |
| 80. | Louie Belpedio     | Vereinigte Staaten | D   | Minnesota Wild (von Tampa Bay Lightning)                                                | USA U18 (USHL)                    |
| 81. | Dylan Sadowy       | Kanada             | LW  | San Jose Sharks                                                                         | Saginaw Spirit (OHL)              |
| 82. | Jake Walman        | Kanada             | D   | St. Louis Blues                                                                         | Toronto Jr. Canadiens (OJHL)      |
| 83. | Matheson Iacopelli | Vereinigte Staaten | D   | Chicago Blackhawks (von Pittsburgh Penguins via Calgary Flames)                         | Muskegon Lumberjacks (USHL)       |
| 84. | Kyle Wood          | Kanada             | D   | Colorado Avalanche                                                                      | North Bay Battalion (OHL)         |
| 85. | Keegan Iverson     | Vereinigte Staaten | C   | New York Rangers (von Anaheim Ducks via Vancouver Canucks)                              | Portland Winterhawks (WHL)        |
| 86. | Mark Friedman      | Kanada             | D   | Philadelphia Flyers (von Boston Bruins)                                                 | Waterloo Black Hawks (USHL)       |
| 87. | Anton Karlsson     | Schweden           | RW  | Arizona Coyotes (von Canadiens de Montréal)                                             | Frölunda HC U20 (J20 SuperElit)   |
| 88. | Beau Starrett      | Vereinigte Staaten | LW  | Chicago Blackhawks                                                                      | South Shore Kings (USPHL Premier) |
| 89. | Nathan Walker      | Australien         | LW  | Washington Capitals (von New York Rangers)                                              | Hershey Bears (AHL)               |
| 90. | Michael Amadio     | Kanada             | C   | Los Angeles Kings                                                                       | North Bay Battalion (OHL)         |

### Runde 4
Ab Runde 4 sind nur Spieler, über die ein Artikel existiert, aufgeführt.
| #    | Spieler           | Nationalität       | Pos | NHL-Team                                     | College-/ Junioren-/ Profi-Team       |
| ---- | ----------------- | ------------------ | --- | -------------------------------------------- | ------------------------------------- |
| 94.  | Ville Husso       | Finnland           | G   | St. Louis Blues                              | Helsingfors IFK (Liiga)               |
| 95.  | Linus Söderström  | Schweden           | G   | New York Islanders                           | Djurgården Hockey U20 (J20 SuperElit) |
| 97.  | Lucas Wallmark    | Schweden           | C   | Carolina Hurricanes                          | Luleå HF (SHL)                        |
| 99.  | Chase De Leo      | Vereinigte Staaten | C   | Winnipeg Jets                                | Portland Winterhawks (WHL)            |
| 101. | Nelson Nogier     | Kanada             | D   | Winnipeg Jets (von New Jersey Devils)        | Saskatoon Blades (WHL)                |
| 106. | Christoffer Ehn   | Schweden           | C   | Detroit Red Wings                            | Frölunda HC U20 (J20 SuperElit)       |
| 108. | Devon Toews       | Kanada             | D   | New York Islanders (von Philadelphia Flyers) | Quinnipiac University (NCAA)          |
| 109. | Kaapo Kähkönen    | Finnland           | G   | Minnesota Wild                               | Espoo Blues U20 (Nuorten SM-liiga)    |
| 112. | Viktor Arvidsson  | Schweden           | RW  | Nashville Predators (von St. Louis Blues)    | Skellefteå AIK U20 (J20 SuperElit)    |
| 113. | Sam Lafferty      | Vereinigte Staaten | RW  | Pittsburgh Penguins                          | Deerfield Academy (NEPSAC)            |
| 114. | Danton Heinen     | Kanada             | C   | Boston Bruins                                | Surrey Eagles (BCHL)                  |
| 117. | Michael Bunting   | Kanada             | LW  | Arizona Coyotes (von Canadiens de Montréal)  | Sault Ste. Marie Greyhounds (OHL)     |
| 118. | Igor Schestjorkin | Russland           | G   | New York Rangers                             | HK Spartak Moskau (KHL)               |

### Runde 5
| #    | Spieler           | Nationalität       | Pos | NHL-Team                             | College-/ Junioren-/ Profi-Team                     |
| ---- | ----------------- | ------------------ | --- | ------------------------------------ | --------------------------------------------------- |
| 124. | Jaedon Descheneau | Kanada             | RW  | St. Louis Blues (von Calgary Flames) | Kootenay Ice (WHL)                                  |
| 126. | Gustav Forsling   | Schweden           | D   | Vancouver Canucks                    | Linköpings HC U20 (J20 SuperElit)                   |
| 127. | Clark Bishop      | Kanada             | C   | Carolina Hurricanes                  | Cape Breton Screaming Eagles (LHJMQ)                |
| 128. | Dakota Joshua     | Vereinigte Staaten | C   | Toronto Maple Leafs                  | Sioux Falls Stampede (USHL)                         |
| 129. | C. J. Franklin    | Vereinigte Staaten | LW  | Winnipeg Jets                        | Sioux Falls Stampede (USHL)                         |
| 134. | Shane Gersich     | Vereinigte Staaten | LW  | Washington Capitals                  | USA Hockey National Team Development Program (USHL) |
| 138. | Oskar Lindblom    | Schweden           | LW  | Philadelphia Flyers                  | Brynäs IF U20 (J20 SuperElit)                       |
| 144. | Anton Lindholm    | Schweden           | D   | Colorado Avalanche                   | Skellefteå AIK (SHL)                                |
| 146. | Anders Bjork      | Vereinigte Staaten | LW  | Boston Bruins                        | USA Hockey National Team Development Program (USHL) |
| 149. | Rourke Chartier   | Kanada             | C   | San Jose Sharks                      | Kelowna Rockets (WHL)                               |

### Runde 6
| #    | Spieler          | Nationalität       | Pos | NHL-Team                                                      | College-/ Junioren-/ Profi-Team |
| ---- | ---------------- | ------------------ | --- | ------------------------------------------------------------- | ------------------------------- |
| 164. | Pawel Kraskowski | Russland           | C   | Winnipeg Jets                                                 | Lokomotive Jaroslawl (KHL)      |
| 171. | Kevin Labanc     | Vereinigte Staaten | RW  | San Jose Sharks                                               | Barrie Colts (OHL)              |
| 176. | Samuel Blais     | Kanada             | LW  | St. Louis Blues                                               | Tigres de Victoriaville (LHJMQ) |
| 179. | Iwan Nalimow     | Russland           | G   | Chicago Blackhawks (von New York Rangers via San Jose Sharks) | SKA-1946 Sankt Petersburg (MHL) |

### Runde 7
| #    | Spieler         | Nationalität | Pos | NHL-Team                                                  | College-/ Junioren-/ Profi-Team  |
| ---- | --------------- | ------------ | --- | --------------------------------------------------------- | -------------------------------- |
| 181. | Victor Olofsson | Schweden     | W   | Buffalo Sabres                                            | MODO Hockey (SHL)                |
| 188. | Pierre Engvall  | Schweden     | LW  | Toronto Maple Leafs                                       | Frölunda HC (J20 SuperElit)      |
| 190. | Francis Perron  | Kanada       | LW  | Ottawa Senators                                           | Huskies de Rouyn-Noranda (LHJMQ) |
| 205. | Ondřej Kaše     | Tschechien   | W   | Anaheim Ducks (von Anaheim Ducks via Toronto Maple Leafs) | KLH Chomutov (U20-Extraliga)     |
| 210. | Jacob Middleton | Kanada       | D   | Los Angeles Kings                                         | Ottawa 67’s (OHL)                |